# Mono (grup japonès)
Mono (estilitzat com a MONO) és un grup japonès de música instrumental, format l'any 1999 a Tòquio. La banda està formada per Takaakira "Taka" Goto (guitarra elèctrica, glockenspiel), Hideki "Yoda" Suematsu (guitarra rítmica, glockenspiel), Dahm Majuri Cipolla (bateria), i Tamaki Kunishi (baix elèctric, guitarra elèctrica, piano, glockenspiel).
La banda ha citat una varietat d'artistes experimentals, d'avantguarda i de música clàssica com a inspiracions (Ben Frost, Beethoven, Portishead…), però ha declarat que el seu objectiu és transcendir el gènere, rebutjant l'etiqueta post-rock que sovint se'ls ha aplicat. El so de Mono es caracteritza per les guitarres de plom de Goto i el ritme de Yoda. Tots dos acostumen a tocar asseguts i fan un ús extensiu de la reverberació, distorsió i efectes de retard.

## Trajectòria

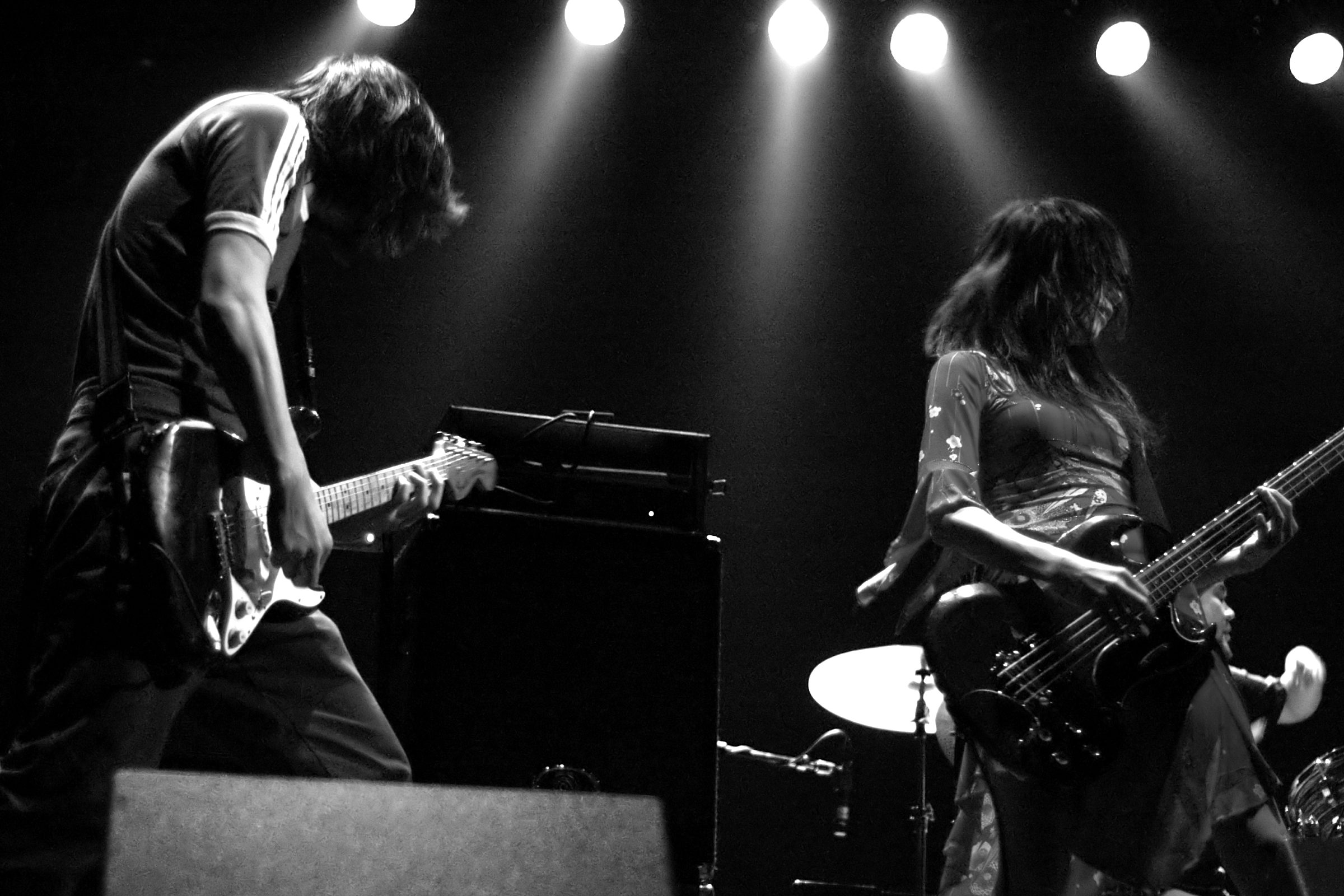
Mono a Estocolm, Suècia, al 2005

Mono es va formar a Tokio, l'octubre de 1999, amb tres membres: Takaakira Goto i Hideki Suematsu a les guitarres i Yasunori Takada a la bateria. El gener de 2000 van fer el seu primer concert al Club 251 de Tòkio, i dos mesos després se'ls afegirà Tamaka Kunishi al baix.
Publiquen Hey, You, el seu primer EP, el setembre de 2000. La banda tocarà al Mercury Lounge de Nova York en el seu primer concert fora del Japó, amb només 5 persones de públic. Un any després llençan Under the Pipal Tree, el seu primer àlbum d'estudi, al que seguirà One Step More and You Die, l'octubre de 2002. A partir d'aquest moment comencen a treballar amb la discogràfica Temporary Residence Ltd. i tots els seus àlbums es llençaran a nivell internacional.
Amb el seu tercer àlbum, Walking Cloud and Deep Red Sky, Flag Fluttered and the Sun Shined (2004), el grup va experimentar un punt d'inflexiò, quan Takaakira Goto es va aficionar a compositors clàssics com Ludwig van Beethoven, Gustav Mahler i les bandes sonores d'Ennio Morricone.
| «                                     | Volia trobar la manera de tocar la guitarra amb un estil d'orquestra, i amb dinàmiques de música clàssica, fins i tot sense la figura del director. | » |
| — Takaakira 'Taka' Goto, Nikkei Asia. | |   |

Després de You Are There (2006) el grup fa una pausa a les seves gires per tornar amb Hymn to the Immortal Wind (2009). També el 2009 Mono farà un concert d'aniversari acompanyat de la Wordless Music Orchestra. Aquesta actuació es publicarà en un àlbum en directe i DVD anomenat Holy Ground: NYC Live With The Worldless Music Orchestra (2010). Dos anys després, tornaran a col·laborar amb la Wordless Music Orchestra per gravar el seu sisè àlbum d'estudi: For My Parents (2012).
El 2014 llencen els seus setè i vuitè projectes d'estudi: The Last Dawn i Ray of Darkness, on incorporen la veu a una de les seves cançons. Amb Requiem For Hell (2016) Mono tracta de tornar als seus inicis amb cançons més pesades i orientades als directes. Un any després, Yasunori Takada abandona la banda i és substituït per Dahm Majuri Cipolla a la bateria.
L'any 2019 el grup publica el seu desè treball d'estudi: Nowhere Now Here, on torna a experimentar amb la incorporació de veu a la seva música. Acaba l'any 2019 amb un concert al Barbican Centre, com a celebració del seu 20è aniversari, acompanyat per The Platinum Anniversary Orchestra, A.A. Williams i Jo Quail. La gravació d'aquest directe es publicarà sota el nom Beyond The Past – Live In London With The Platinum Anniversary Orchestra (2021).
Durant l'estiu del 2020, en plena pandèmia mundial, el grup torna a l'estudi amb Steve Albini per a gravar el seu onzè treball d'estudi: Pilgrimage of the Soul, amb la seva trajectòria dels últims 20 anys com a eix principal. Per donar suport al seus primers senzills, «Riptide» i «Innocence», Mono va llençar dos curtmetratges dirigits pel col·lectiu madrileny Alison.

## Membres

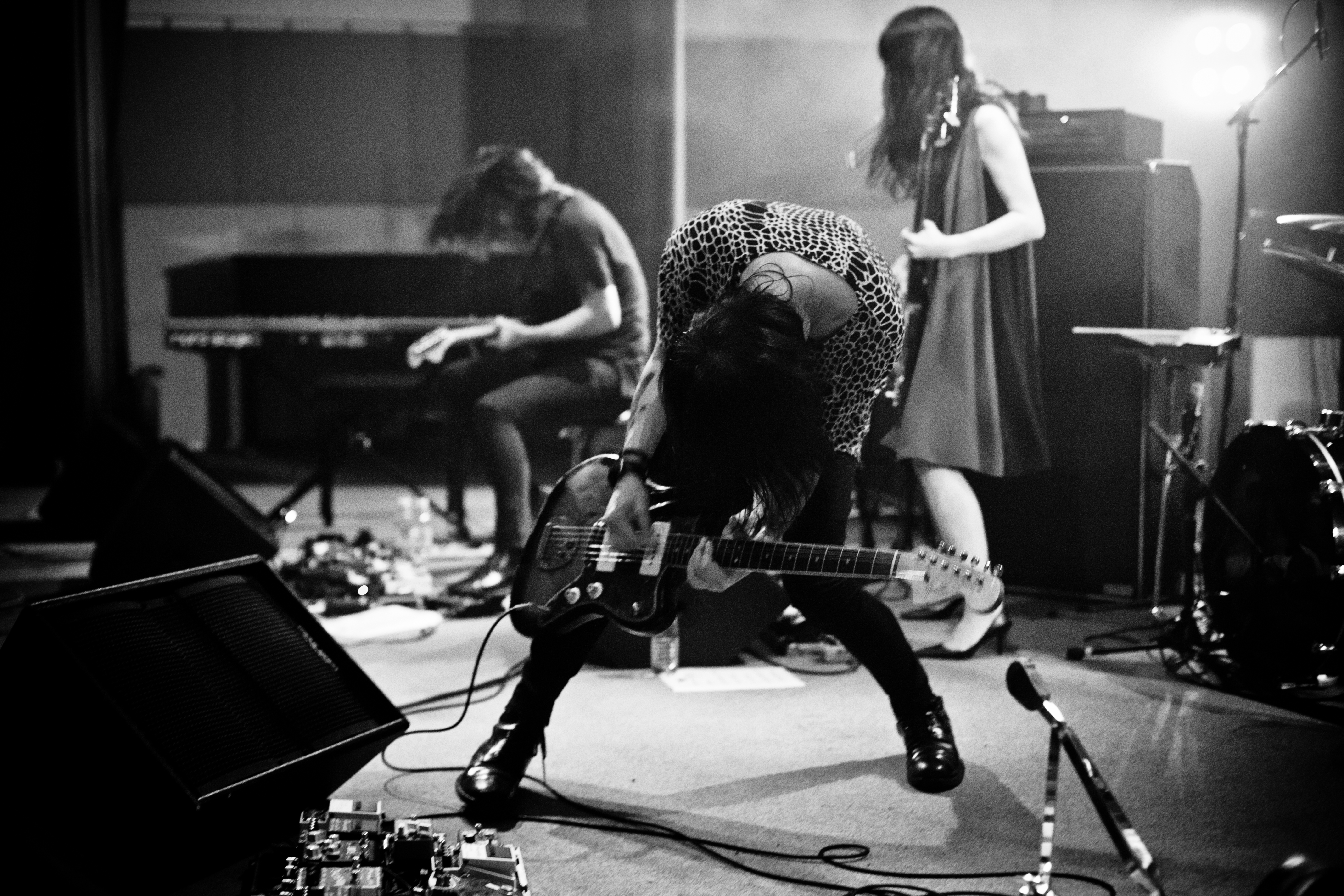
Mono a Shenzhen, Xina, al 2016

### Actuals
- Takaakira "Taka" Goto – guitarra solista, glockenspiel (1999 - actualitat)
- Hideki "Yoda" Suematsu – guitarra rítmica, glockenspiel (1999 - actualitat)
- Tamaki Kunishi – baix elèctric, guitarra elèctrica, piano, glockenspiel (1999 - actualitat)
- Dahm Majuri Cipolla – bateria (2018 - actualitat)

### Antics
- Yasunori Takada - bateria, sintetitzador, glockenspiel (1999 - 2017)

## Discografia

### Àlbums
| Any  | Llançament                                                                                           | Àlbum                                                                    | Tipus           | Discogràfica                                                                                                |
| ---- | --- | ------------------------------------------------------------------------ | --------------- | --- |
| 2000 | 9 de setembre                                                                                        | Hey, You                                                                 | EP              | Forty-4 Records                                                                                             |
| 2001 | 11 de novembre                                                                                       | Under the Pipal Tree                                                     | Estudi          | Tzadik Temporary Residence Ltd.                                                                             |
| 2002 | 2 d'octubre                                                                                          | One Step More and You Die                                                | Estudi          | Temporary Residence Ltd. Music Mine The Arena Rock Recording Company Rykodisc                               |
| 2004 | 14 de febrer                                                                                         | New York Soundtracks                                                     | Remix           | Temporary Residence Ltd. Human Highway Arena Rock Rykodisc                                                  |
| 2004 | 14 d'abril                                                                                           | Walking Cloud and Deep Red Sky, Flag Fluttered and the Sun Shined        | Estudi          | Temporary Residence Ltd.                                                                                    |
| 2005 | 11 d'octubre                                                                                         | Pelican / MONO (amb Pelican)                                             | Split           | Temporary Residence Ltd. Hydra Head Records                                                                 |
| 2005 | 14 de desembre                                                                                       | Palmless Prayer / Mass Murder Refrain (amb World's End Girlfriend)       | Col·laboratiu   | Temporary Residence Ltd. Human Highway Pastel Music                                                         |
| 2006 | 15 de març                                                                                           | You Are There                                                            | Estudi          | Temporary Residence Ltd. Human Highway Pastel Music Sensory Projects Soyuz Music Kamikaze Tapes             |
| 2006 | 12 de setembre                                                                                       | Memorie Dal Futuro                                                       | EP              | Vinyl Films                                                                                                 |
| 2007 | 18 d'abril                                                                                           | The Phoenix Tree                                                         | EP              | Temporary Residence Ltd.                                                                                    |
| 2007 | 1 de setembre                                                                                        | Gone: A Collection of EPs 2000-2007                                      | Recopilatori    | Temporary Residence Ltd. Human Highway Pastel Music Sensory Projects Soyuz Music                            |
| 2009 | 24 de març                                                                                           | Hymn to the Immortal Wind                                                | Estudi          | Temporary Residence Ltd. Conspiracy Records Collapsar Records Human Highway Soundscape Records Pastel Music |
| 2010 | 27 d'abril                                                                                           | Holy Ground: NYC Live With The Wordless Music Orchestra                  | Directe         | Temporary Residence Ltd.                                                                                    |
| 2012 | 4 de setembre                                                                                        | For My Parents                                                           | Estudi          | Temporary Residence Ltd. Soundscape Records ULOUD Music Valve Records Magniph Records                       |
| 2013 | 27 de novembre                                                                                       | Kanata                                                                   | Senzill digital | |
| 2014 | 24 d'octubre (Europa) 27 d'octubre (Regne Unit) 28 d'octubre (Amèrica del Nord) 5 de novembre (Japó) | The Last Dawn                                                            | Estudi          | Temporary Residence Ltd. Pelagic Records Magniph Records High Note Records                                  |
| 2014 | 24 d'octubre (Europa) 27 d'octubre (Regne Unit) 28 d'octubre (Amèrica del Nord) 5 de novembre (Japó) | Rays of Darkness                                                         | Estudi          | Temporary Residence Ltd. Pelagic Records Magniph Records High Note Records                                  |
| 2015 | 14 d'abril                                                                                           | The Last Dawn / Rays of Darkness: Tour 2014-2015                         | Directe         | Pelagic Records                                                                                             |
| 2015 | 23 d'octubre (tot el món excepte Regne Unit) 26 d'octubre (Regne Unit)                               | Trascendental (amb The Ocean)                                            | Split           | Pelagic Records                                                                                             |
| 2016 | 14 d'octubre                                                                                         | Requiem for Hell                                                         | Estudi          | Temporary Residence Ltd. Pelagic Records Magniph Records Hostess Entertainment Unlimited                    |
| 2017 | 20 de gener                                                                                          | Under the Pipal Tree - Remastered Edition                                | Estudi          | Temporary Residence Ltd.                                                                                    |
| 2017 | 12 de febrer                                                                                         | Live in Melbourne                                                        | Directe         | Forty-4 Records                                                                                             |
| 2019 | 25 de gener                                                                                          | Nowhere Now Here                                                         | Estudi          | Temporary Residence Ltd. Pelagic Records                                                                    |
| 2019 | 8 de novembre                                                                                        | Before the Past - Live From Electrical Audio                             | EP directe      | Temporary Residence Ltd.                                                                                    |
| 2019 | 13 de desembre                                                                                       | Exit in Darkness (amb A.A. Williams)                                     | Col·laboratiu   | Pelagic Records                                                                                             |
| 2020 | 25 de desembre                                                                                       | Scarlet Holliday                                                         | EP digital      | |
| 2021 | 19 de març                                                                                           | Beyond the Past · Live in London with the Platinum Anniversary Orchestra | Directe         | Temporary Residence Ltd. Pelagic Records New Noise                                                          |
| 2021 | 17 de setembre                                                                                       | Pilgrimage of the Soul                                                   | Estudi          | Temporary Residence Ltd. Pelagic Records New Noise                                                          |
| 2022 | 4 de març                                                                                            | Scarlet Holliday                                                         | EP              | Temporary Residence Ltd. Pelagic Records New Noise                                                          |

### Bandes sonores
A banda, el grup ha participat en nombroses bandes sonores:
- Snow Angels (2007), llargmetratge de David Gordon Green.
- All God's Children Can Dance (2008), llargmetratge de Robert Logevall.
- かなたの子 (Kanata No Ko) (2013), sèrie de televisió de Tatsushi Omori.
- Wildlike (2014), curtmetratge de Frank Hall Green.
- Where We Begin (2015), curtmetratge de Mitsuyo Miyazaki.
- リアル鬼ごっこ (Real Onigokko) (2015), llargmetratge de Sion Sono.
- Ray Donovan; Episodi 406 (2016), sèrie de televisió de Ann Biderman.
- The 4th Company (2016), llargmetratge de Mitzi Vanessa Arreola i Amir Galván Carvera.
- Amanda (2018), llargmetratge de Mikhaël Hers.
- The Virtues; Episodi 2 (2019), sèrie de televisió de Shane Meadows.
- 私のはなし 部落のはなし (en català, La història de Buraku) (2022), documental de Yusaki Miwaka.

### Vídeos
| Any  | Títol                             | Format        | Director                         |
| ---- | --------------------------------- | ------------- | -------------------------------- |
| 2009 | Follow The Map                    | Vídeo musical | Dimitri Galuret                  |
| 2012 | Legend: A Journey Through Iceland | Vídeo musical | Evosia Studios                   |
| 2013 | Dream Odyssey                     | Vídeo musical | Gouichi Sakamoto Apparation Labo |
| 2014 | Rays of Darkness / The Last Dawn  | Promoció      | Kōji Morimoto                    |
| 2014 | Where We Begin                    | Vídeo musical | Mitsuyo Miyazaki                 |
| 2016 | Requiem For Hell                  | Vídeo musical | Harri Haataja                    |
| 2016 | Journey Through Hell              | Documental    | Ogino Design                     |
| 2018 | After You Comes The Flood         | Curtmetratge  | Julien Levy                      |
| 2018 | Breathe                           | Vídeo musical | Julien Levy                      |
| 2019 | Exit In Darkness                  | Vídeo musical | Leo Taylor                       |
| 2021 | Nowhere, Now Here                 | Vídeo musical | Ogino Design                     |
| 2021 | Riptide                           | Curtmetratge  | Col·lectiu Alison                |
| 2021 | Innocence                         | Vídeo musical | Col·lectiu Alison                |